# Barrio el Centenario
Barrio el Centenario är en ort i Mexiko.   Den ligger i kommunen Villa Victoria och delstaten Mexiko, i den sydöstra delen av landet, 90 km väster om huvudstaden Mexico City. Barrio el Centenario ligger 2 669 meter över havet och antalet invånare är 504.
Terrängen runt Barrio el Centenario är kuperad åt nordost, men åt sydväst är den platt. Runt Barrio el Centenario är det ganska tätbefolkat, med 166 invånare per kvadratkilometer. Närmaste större samhälle är Barrio de Centro del Cerrillo, 4,8 km öster om Barrio el Centenario. Trakten runt Barrio el Centenario består till största delen av jordbruksmark.